# سپر

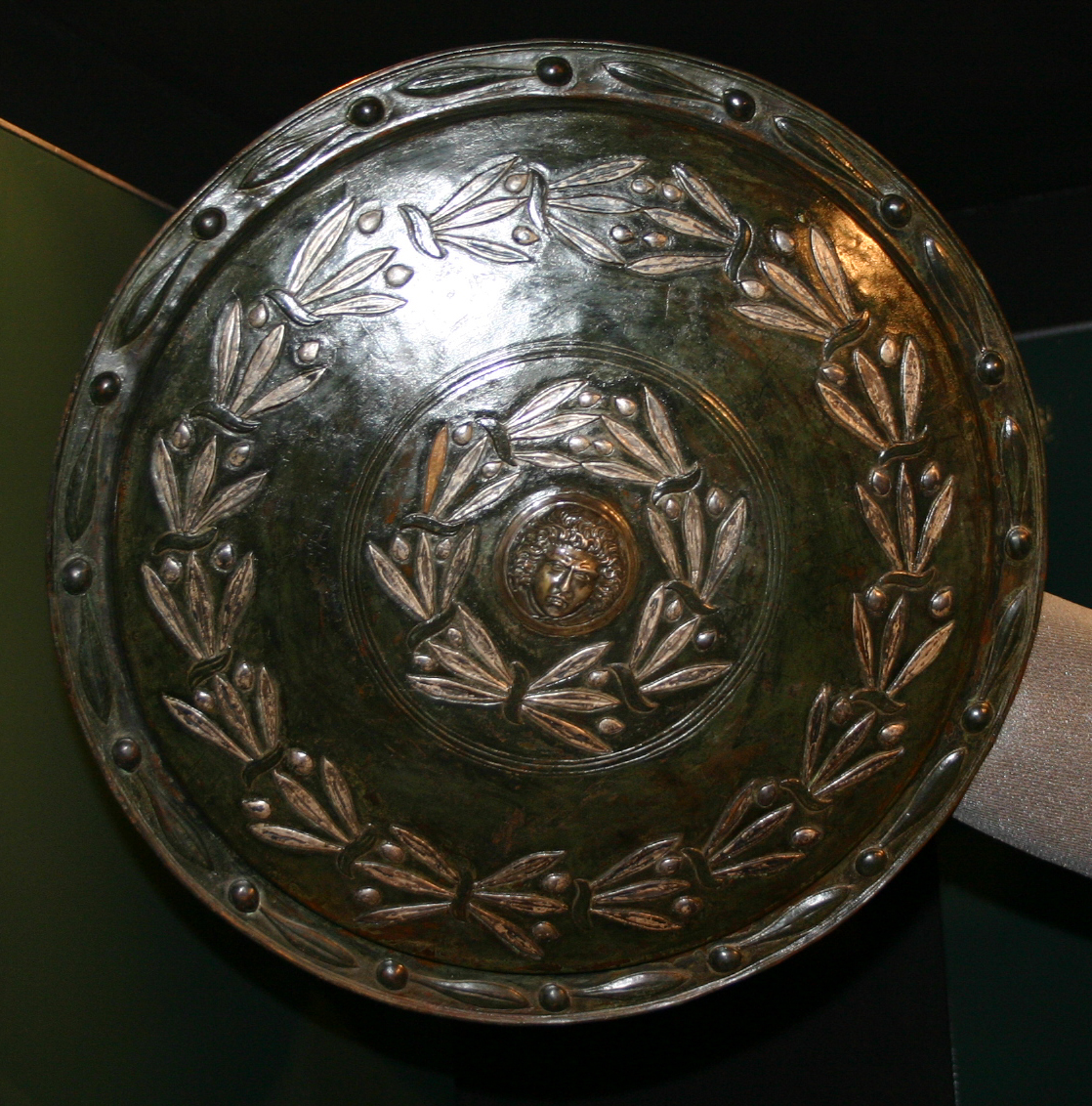
نمونهٔ بازسازی‌شده سپر یک گلادیاتور از نمونهٔ اصلی که در پمپئی یافت‌شده‌است. مربوط به سدهٔ نوزدهم میلادی؛ میلان

سِپَر نام جنگ‌افزاری دفاعی است که در گذشته جنگجویان برای پاسداری از خود در گرماگرم نبرد از آن بهره می‌برده‌اند.

## ریشه‌شناسی
سپر در زبان پهلوی به ریخت spar بوده و با واژه‌های سانسکریت phalaka و phara که به همین معناست همریشه می‌باشد. این واژه به ارمنی هم راه‌یافته و در این زبان به ریخت اَسپَر درآمده‌است. 

## تاریخچه
- ۱۷۵۰-۱۶۰۰ ق.م : جنگجویان مایسنی از سپرهایی از جنس چوب و پوست حیوان استفاده کردند.
- ۴۸۰ق.م: پیاده نظام یونانی سپرهای مفرغی و چوبی را به کار بردند.
- ۴۰۰ق.م: قطعات مربوط به سپرهای سلتی را در انگلستان پیدا کردند.
- ۳۰۰ ق.م: جنگاوران رومی با سپرهای ساخته شده از پوست و ترکه مجهز شدند.
- ۱۰۰۰-۱۲۰۰ میلادی: جنگجویان نورمنی و اسکاندیناوی از سپرهایی استفاده کردند که به شکل قطره اشک ساخته شده بود.

## نگارخانه

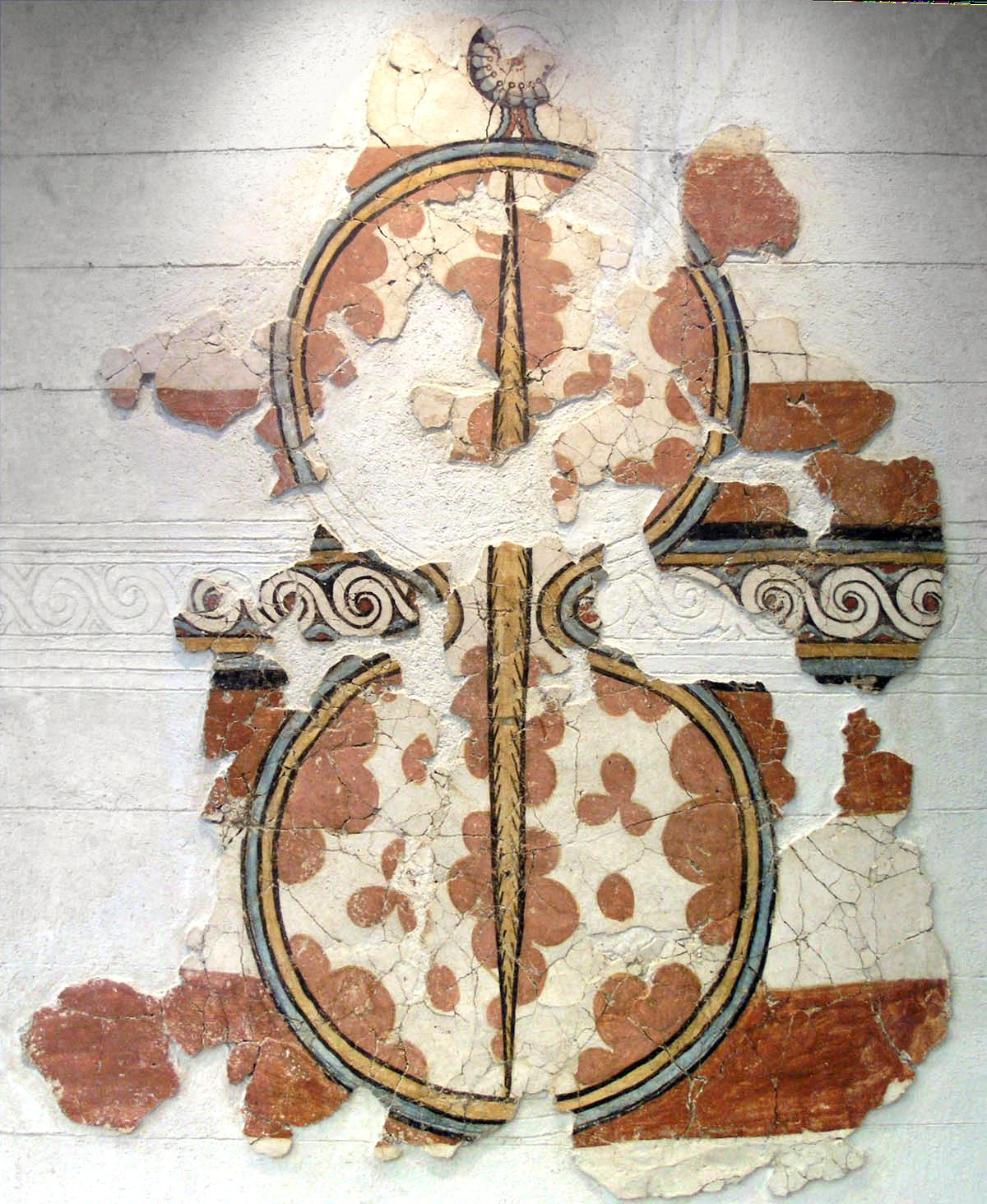
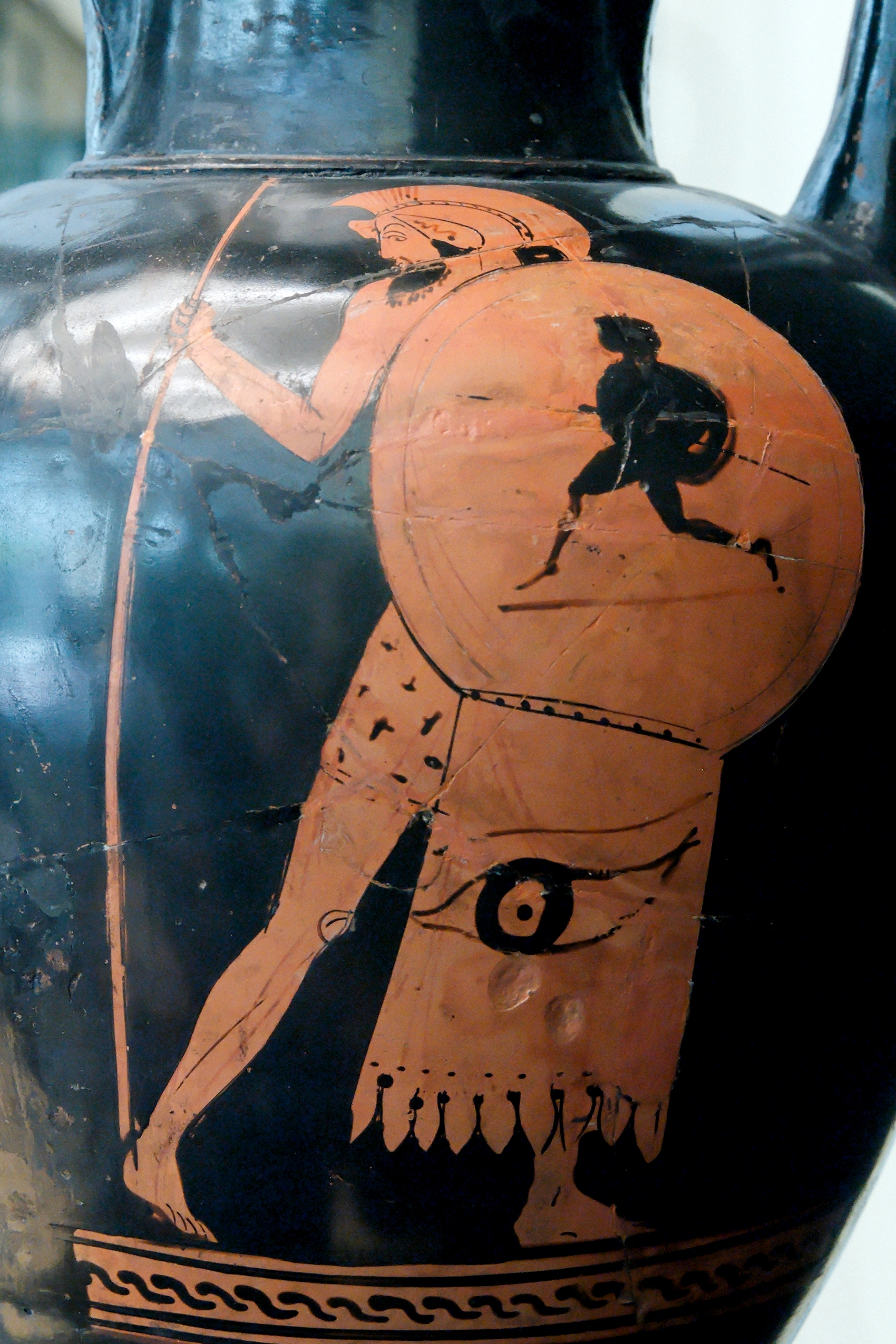
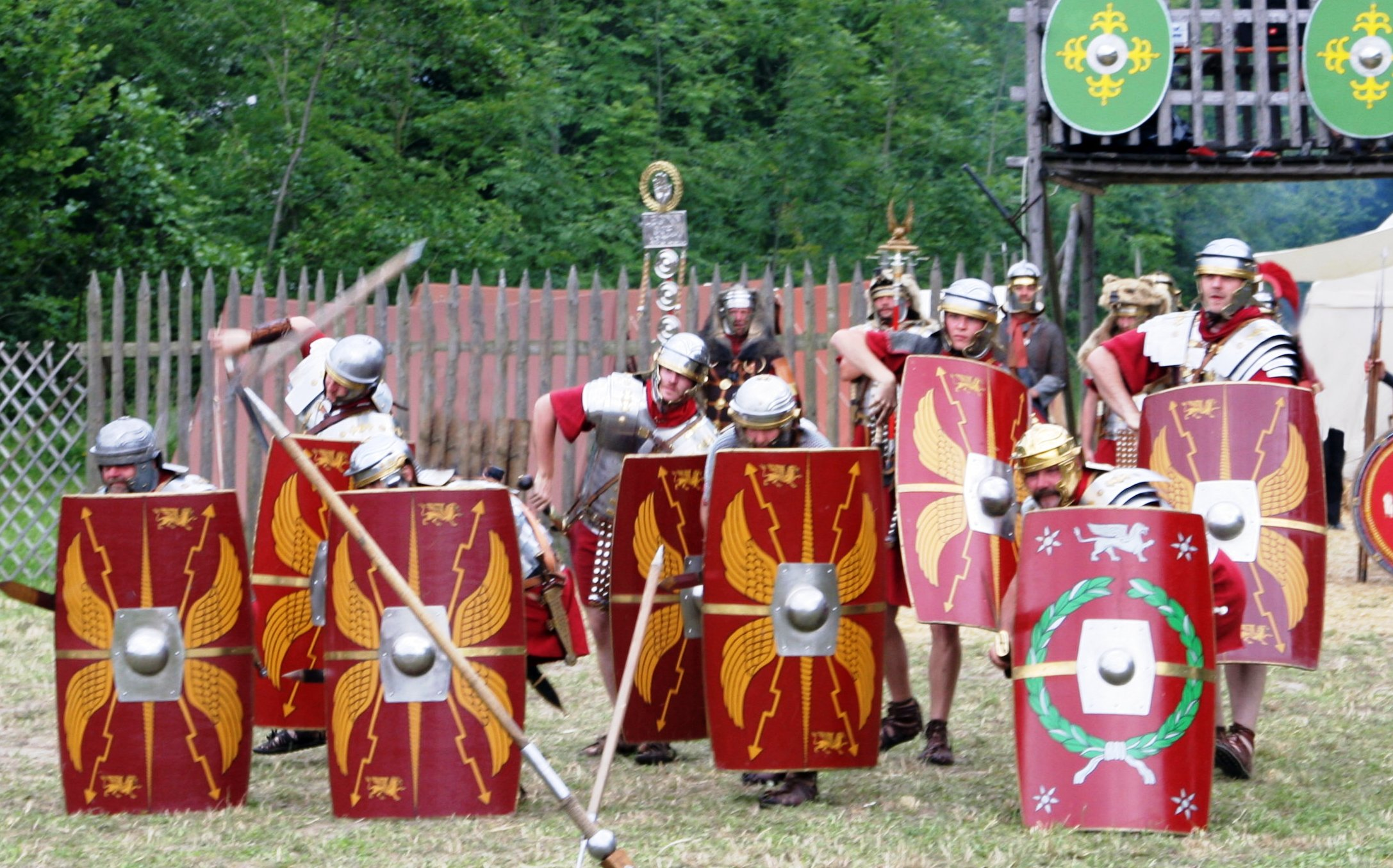
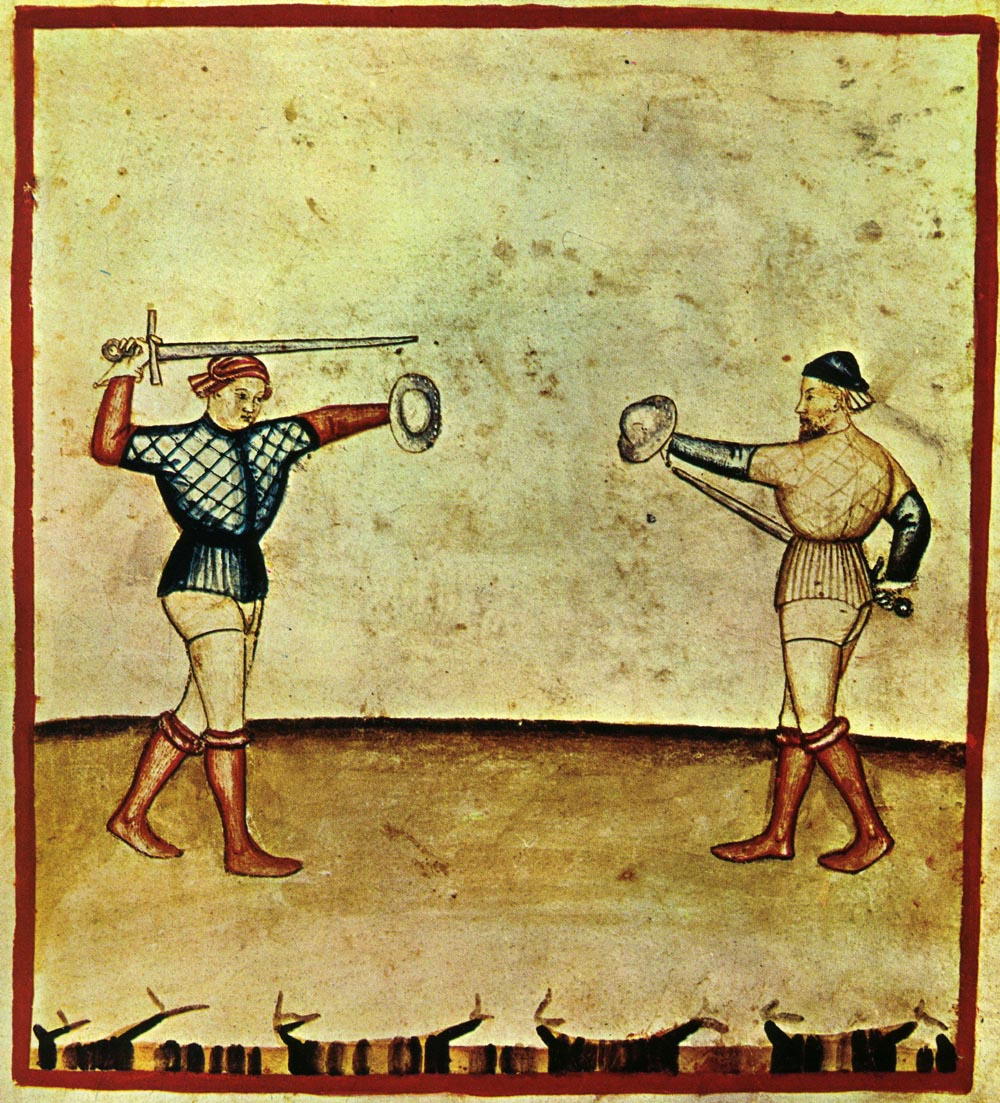
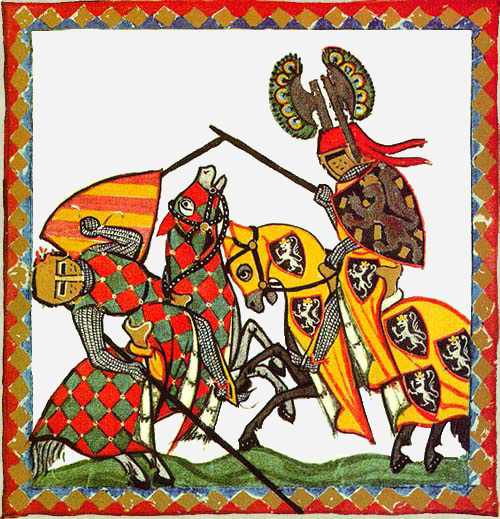
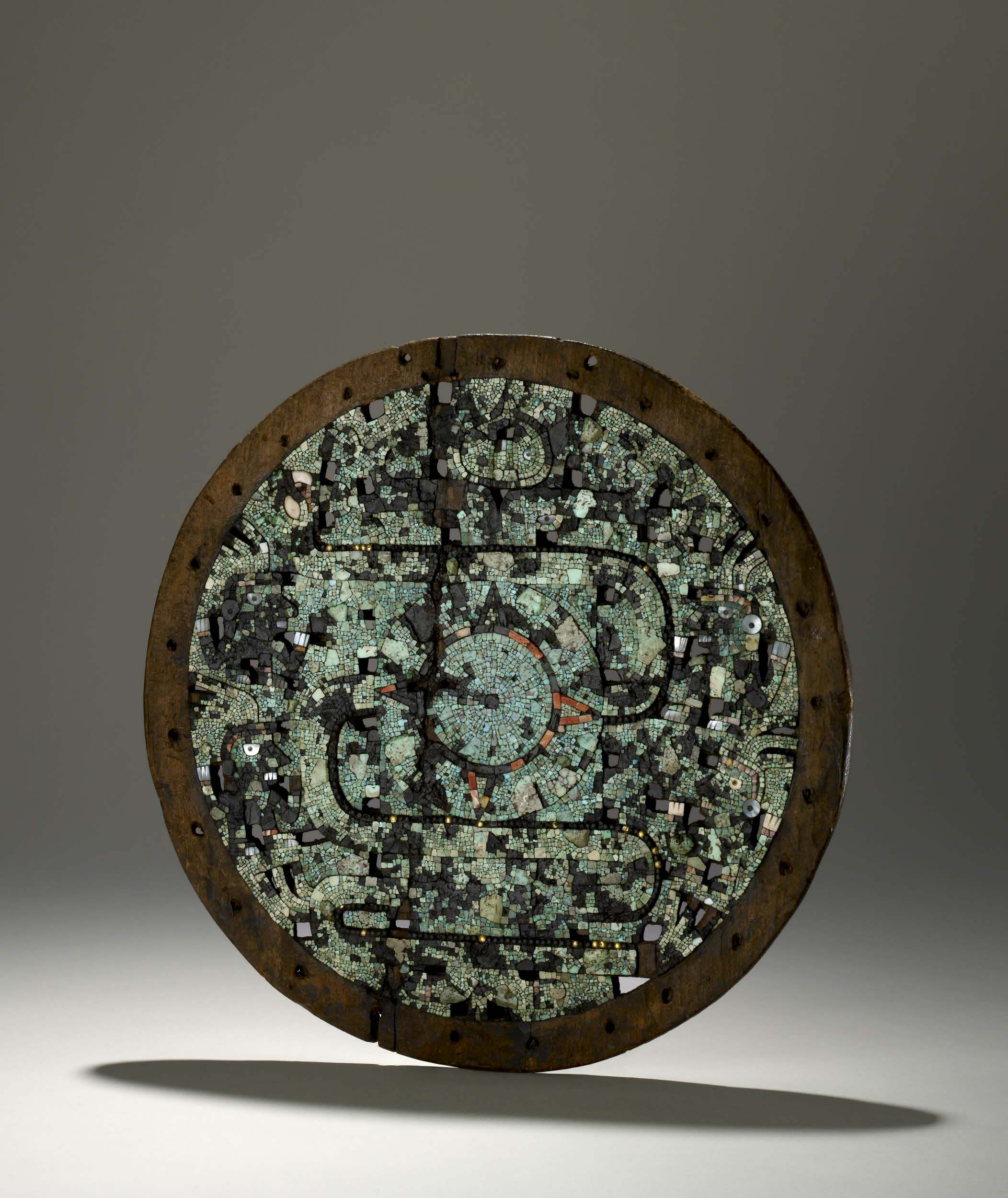
Ceremonial shield with mosaic decoration. آزتک‌ها or Mixtec, AD 1400-1521. In the موزه بریتانیا
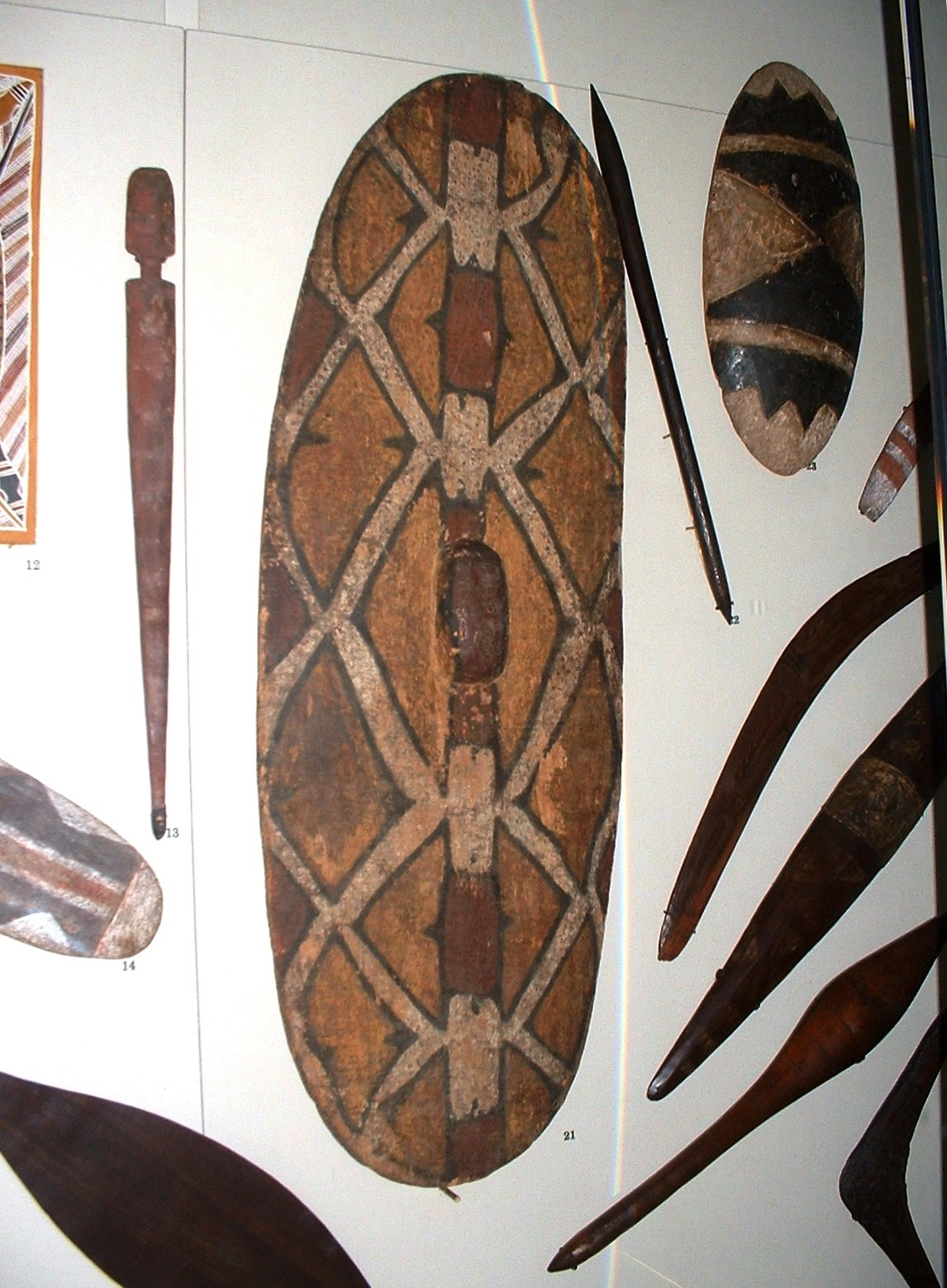
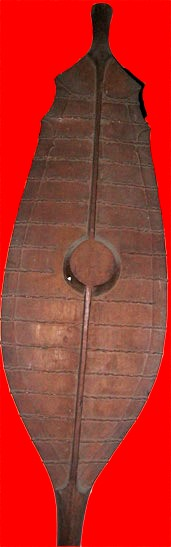